# الأسطول الثاني (بحرية الولايات المتحدة)
الأسطول الثاني للولايات المتحدة هو أسطول مُرقّم في البحرية الأمريكية مسؤول عن العمليات في الساحل الشرقي وشمال المحيط الأطلسي. تأسس الأسطول الثاني بعد الحرب العالمية الثانية، وألغي عام 2011، عندما اعتقدت حكومة الولايات المتحدة أن التهديد العسكري الروسي قد تضاءل، ومع ذلك أعيد تأسيسه في عام 2018 وسط تجدد التوترات بين حلف الناتو وروسيا.
تشمل منطقة عمليات الأسطول الثاني حوالي 6,700,000 ميل مربع (17,000,000 كيلومتر مربع) من المحيط الأطلسي من القطب الشمالي إلى البحر الكاريبي ومن شواطئ الولايات المتحدة إلى منتصف المحيط الأطلسي. كان نظير الأسطول الثاني في الساحل الغربي للولايات المتحدة هو الأسطول الأول للولايات المتحدة من سنوات ما بعد الحرب العالمية الثانية مباشرة حتى عام 1973، والأسطول الثالث للولايات المتحدة من عام 1973.
في عام 2011، أشرف الأسطول الثاني على حوالي 126 سفينة و4500 طائرة و90 ألف فرد نقلوا إلى الولايات المتحدة. تنتشر المنشآت البحرية للأسطول على طول الساحل الشرقي للولايات المتحدة.